# Boston Marathon 1992
De Boston Marathon 1992 werd gelopen op maandag 20 april 1992. Het was de 96e editie van deze marathon.
De Keniaan Ibrahim Hussein passeerde bij de mannen als eerste de finish in 2:08.14. De Russische Olga Markova won bij de vrouwen in 2:23.43.
In totaal finishten er 8123 marathonlopers, waarvan 6562 mannen en 1561 vrouwen.

## Uitslagen

### Mannen
| rang   | naam                   | land | tijd    |
| ------ | ---------------------- | ---- | ------- |
| Goud   | Ibrahim Hussein        | KEN  | 2:08.14 |
| Zilver | Joaquim Pinheiro       | POR  | 2:10.39 |
| Brons  | Andrés Espinosa        | MEX  | 2:10.44 |
| 4      | Juma Ikangaa           | TAN  | 2:11.44 |
| 5      | Joseildo Rocha         | BRA  | 2:11.53 |
| 6      | Boniface Merande       | KEN  | 2:12.23 |
| 7      | Jose Carlos da Silva   | BRA  | 2:12.25 |
| 8      | Abebe Mekonnen         | ETH  | 2:13.09 |
| 9      | Inocencio Miranda      | MEX  | 2:13.14 |
| 10     | Tesfaye Tafa           | ETH  | 2:13.36 |
| 11     | Steve Jones            | WAL  | 2:13.55 |
| 12     | Andrzej Witczak        | POL  | 2:14.06 |
| 13     | Yuichiro Osuda         | JPN  | 2:14.54 |
| 14     | Carlos Grisales        | COL  | 2:15.09 |
| 15     | Delmir-Alves Dossantos | BRA  | 2:16.21 |
| 16     | Alejandro Cruz         | MEX  | 2:16.31 |
| 17     | Pierre Levisse         | FRA  | 2:16.46 |
| 18     | Juma Mnyampanda        | TAN  | 2:16.49 |
| 19     | Doug Kurtis            | USA  | 2:17.03 |
| 20     | Randy Haas             | USA  | 2:17.36 |
| 21     | Artemio Navarro        | MEX  | 2:17.48 |
| 22     | Mats Erixon            | SWE  | 2:18.06 |
| 23     | Pekka Roto             | FIN  | 2:18.29 |
| 24     | Isao Saito             | JPN  | 2:18.49 |
| 25     | Dennis Simonaitis      | USA  | 2:18.59 |

### Vrouwen
| rang   | naam                 | land | tijd    |
| ------ | -------------------- | ---- | ------- |
| Goud   | Olga Markova         | RUS  | 2:23.43 |
| Zilver | Yoshiko Yamamoto     | JPN  | 2:26.26 |
| Brons  | Uta Pippig           | GER  | 2:27.12 |
| 4      | Manuela Machado      | POR  | 2:27.42 |
| 5      | Malgorzata Birbach   | POL  | 2:28.11 |
| 6      | Wanda Panfil         | POL  | 2:29.29 |
| 7      | Irina Bogacheva      | KGZ  | 2:32.45 |
| 8      | Odette Lapierre      | CAN  | 2:34.19 |
| 9      | Ritva Lemettinen     | FIN  | 2:34.30 |
| 10     | Jane Welzel          | USA  | 2:36.21 |
| 11     | Satoe Minegishi      | JPN  | 2:37.13 |
| 12     | Anne Roden           | ENG  | 2:37.37 |
| 13     | Judit Nagy           | HUN  | 2:38.33 |
| 14     | Laura Dewald         | USA  | 2:39.22 |
| 15     | Gabrielle O'Rourke   | NZL  | 2:39.36 |
| 16     | Bernardine Portenski | NZL  | 2:39.56 |
| 17     | Gillian Horovitz     | ENG  | 2:40.52 |
| 18     | Petra Guevara        | MEX  | 2:41.04 |
| 19     | Ena Guevara          | PER  | 2:41.48 |
| 20     | Noriko Kawaguchi     | JPN  | 2:43.11 |
| 21     | Raisa Smekhnova      | BLR  | 2:43.46 |
| 22     | Aurelia Dejesus      | MEX  | 2:43.46 |
| 23     | Chie Matsuda         | JPN  | 2:45.41 |
| 24     | Barbara Adkins       | USA  | 2:48.21 |
| 25     | Judy Mercon          | USA  | 2:48.24 |

1897 ·
1898 ·
1899 ·
1900 ·
1901 ·
1902 ·
1903 ·
1904 ·
1905 ·
1906 ·
1907 ·
1908 ·
1909 ·
1910 ·
1911 ·
1912 ·
1913 ·
1914 ·
1915 ·
1916 ·
1917 ·
1918 ·
1919 ·
1920 ·
1921 ·
1922 ·
1923 ·
1924 ·
1925 ·
1926 ·
1927 ·
1928 ·
1929 ·
1930 ·
1931 ·
1932 ·
1933 ·
1934 ·
1935 ·
1936 ·
1937 ·
1938 ·
1939 ·
1940 ·
1941 ·
1942 ·
1943 ·
1944 ·
1945 ·
1946 ·
1947 ·
1948 ·
1949 ·
1950 ·
1951 ·
1952 ·
1953 ·
1954 ·
1955 ·
1956 ·
1957 ·
1958 ·
1959 ·
1960 ·
1961 ·
1962 ·
1963 ·
1964 ·
1965 ·
1966 ·
1967 ·
1968 ·
1969 ·
1970 ·
1971 ·
1972 ·
1973 ·
1974 ·
1975 ·
1976 ·
1977 ·
1978 ·
1979 ·
1980 ·
1981 ·
1982 ·
1983 ·
1984 ·
1985 ·
1986 ·
1987 ·
1988 ·
1989 ·
1990 ·
1991 ·
1992 ·
1993 ·
1994 ·
1995 ·
1996 ·
1997 ·
1998 ·
1999 ·
2000 ·
2001 ·
2002 ·
2003 ·
2004 ·
2005 ·
2006 ·
2007 ·
2008 ·
2009 ·
2010 ·
2011 ·
2012 ·
2013 ·
2014 ·
2015 ·
2016 ·
2017 ·
2018 ·
2019 ·
2020 ·
2021 ·
2022